# Johnson Township (comté de Ripley, Missouri)
Johnson Township est un ancien township, situé dans le comté de Ripley, dans le Missouri, aux États-Unis,.
Le township est fondé en 1871 et baptisé en référence à William Johnson, un pionnier.